# Stefan Reuter
Stefan Reuter (Dinkelsbühl, Alemania Occidental, 16 de octubre de 1966) es un exfutbolista alemán y jugador histórico del Borussia Dortmund, donde jugó 12 años seguidos y del que es su tercer jugador con más presencias con 421. Ocupaba la demarcación de defensa, y podía desempeñarse también como centrocampista.
Desde 2012 es el secretario general del Fußball-Club Augsburg de la Bundesliga de Alemania.

## Trayectoria
Sus primeros pasos en el fútbol los dio en la ciudad de Santiago de Cali, Colombia en donde vivió durante toda su niñez ya que su padre (un profesor de educación física) fue trasladado al Colegio Alemán de Cali.
Tras su regreso a Alemania debutaría profesionalmente en el FC Nürnberg donde al mostrar grandes condiciones lo hacen ir a la Selección de fútbol de Alemania y posteriormente al Bayern de Múnich, la Juventus de Turín y finalmente en el Borussia Dortmund donde se retira tras 20 años de carrera.

## Clubes
| Club              | País             | Año       |
| ----------------- | ---------------- | --------- |
| FC Núremberg      | Alemania Federal | 1984-1988 |
| Bayern de Múnich  | Alemania         | 1988-1991 |
| Juventus FC       | Italia           | 1991-1992 |
| Borussia Dortmund | Alemania         | 1992-2004 |

## Palmarés
FC Bayern de Múnich
- Bundesliga: 1988-89, 1989-90
- Supercopa de Alemania: 1990

Borussia Dortmund
- Bundesliga: 1994-95, 1995-96, 2001-02
- Supercopa de Alemania: 1995, 1996
- UEFA Champions League: 1997
- Copa Intercontinental: 1997

Selección de fútbol de Alemania
- Mundial 1990
- Eurocopa 1996